# A Hazy Shade of Winter
A Hazy Shade of Winter est une chanson écrite par Paul Simon et enregistrée par le duo Simon et Garfunkel en septembre 1966 pour leur album Bookends, sorti en 1968. La chanson est d'abord sortie en novembre 1966 en face A d'un 45 tours, avec For Emily, Whenever I May Find Her en face B, et a été jouée en 1967 lors du Live from New York City, 1967. La chanson a atteint la 13e place au Billboard Hot 100, devenant ainsi la seconde chanson la plus populaire de l'album Bookends après Mrs. Robinson, qui a atteint la première place au même classement.
Les paroles évoquent la succession des différentes saisons, en insistant sur la morosité de l'hiver comme le laisse entendre le titre de la chanson.

## Reprises
En 1987, le groupe The Bangles réalise une reprise de la chanson pour le film Neige sur Beverly Hills dans un style rock plus rythmé. Dans cette version, intitulée Hazy Shade of Winter, le dernier vers des paroles (« drinking my vodka and lime ») est supprimé à la demande du label discographique. Cette reprise a rencontré un important succès, atteignant la 2e position du Billboard Hot 100 aux États-Unis et la 11e place au Royaume-Uni.
Les autres reprises du titre sont les suivantes :
- 1972 : par Clockwork (rock psychédélique), dans leur album Clockwork
- 1990 : par Snuff (punk), dans leur EP Flibbidydibbidydob
- 1997 : par Sodom (thrash metal) dans l'album 'Til Death Do Us Unite
- 1999 : par Bodyjar (groupe pop punk australien)
- 2006 : par Cranial Screwtop (groupe pop punk britannique) dans l'album Too Fast for Technology
- 2006 : par Les Fradkin (musicien américain) dans son album Jangleholic
- 2007 : par She Wants Revenge (groupe électro pop américain)
- 2009 : par Susan Werner (chanteuse folk américaine) dans son album Classics
- 2009 : par Joia Farmer dans son album Until the Sun
- 2018 : par Gerard Way pour la série Netflix The Umbrella Academy

## Culture populaire
La reprise des Bangles apparait dans un épisode de la série télévisée Gilmore Girl saison 1 et dans la série Stranger Things diffusée en 2016.

## Source
- (en) Cet article est partiellement ou en totalité issu de l’article de Wikipédia en anglais intitulé « A Hazy Shade of Winter » (voir la liste des auteurs).